# Maculinea haurii
Maculinea haurii är en fjärilsart som beskrevs av Hans Fruhstorfer 1917. Maculinea haurii ingår i släktet Maculinea och familjen juvelvingar. Inga underarter finns listade i Catalogue of Life.